# Epilog
Epilogul este partea scrisă de la sfârșitul unei opere literare sau film. De obicei este folosită pentru a se realiza o încheiere a lucrării. Epilogul este prezentat din perspectiva cadrului poveștii, atunci când autorul vorbește indirect către cititor, fiind considerat mai adecvat ca postfață. Opusul epilogului este prologul - o parte scrisă la începutul unei lucrări de literatură, teatru sau film, de obicei folosită pentru a deschide povestea și de a capta interesul.

## În literatură

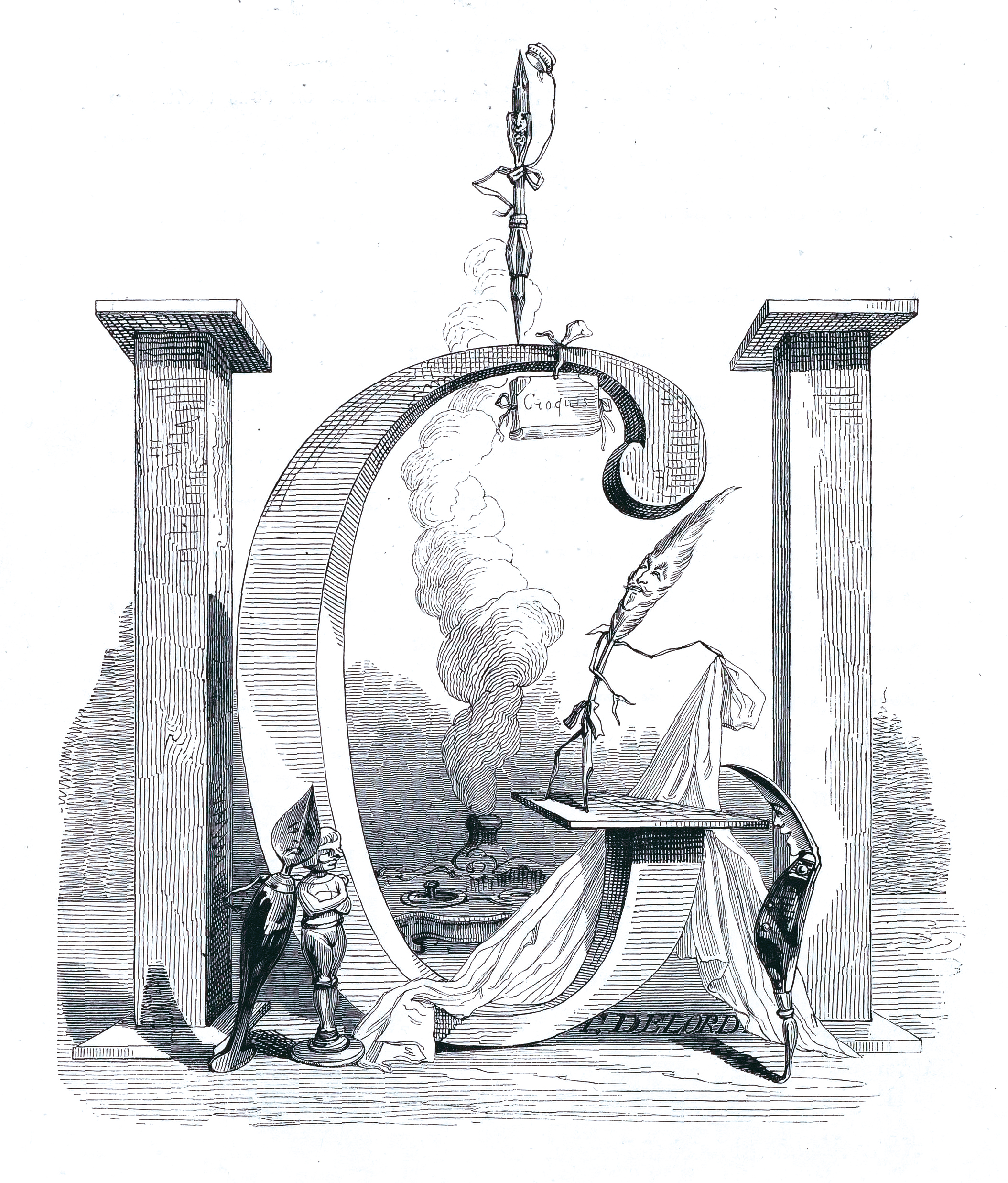
Ilustrație provenită din Un Autre Monde "Epilogul", de Jean Ignace Isidore Gérard.

Un epilog este un capitol final de la sfârșitul unei povești care de multe ori servește pentru a descoperi soarta personajelor. Unele epiloguri pot prezenta scene doar tangențial legate de obiectul din poveste. Ele pot să apară la o perioadă de timp semnificativă după "complotul" principal ce a luat sfârșit. În unele cazuri, epilogul a fost folosit pentru a permite caracterul principal - o șansă pentru a "vorbi liber."
Un epilog poate continua în același stil narativ și cu aceeași perspectivă la fel ca povestea precedentă, deși forma unui epilog poate fi uneori drastic diferită față de povestea în ansamblu. Acesta poate fi, de asemenea, utilizat ca o continuare.

## În film
În filme, scenele finale pot prezenta un montaj de imagini sau clipuri cu o scurtă explicație a ceea ce se întâmplă cu personajele. Câteva exemple de astfel de filme: American Graffiti, National Lampoon's Animal House, Harry Potter și Talismanele Morții - Partea a doua, Patru nunți și o înmormantare, Titanii, și Changeling.
Cele mai multe epiloguri din filme sunt prezentate într-o manieră dramatică, de obicei, în tăcere, pentru comemorarea unui eveniment important, de exemplu, soarta unui personaj din film.